# Забокрицкие
Забокрицкие (или Забокржицкие, пол. Zabokrzycki) — русско-польский дворянский род герба Уляницкий восходящий к XVI веку.
Дионисий-Дмитрий Забокрицкий, горячий сторонник унии, был епископом Луцким и Острожским.
Род Забокрицких внесён в VI часть родословной книги Волынской губернии и в дворянскую книгу Царства Польского.